# Aibitikeou
Aibitikeou ist ein osttimoresischer Ort im Suco Seloi Craic (Verwaltungsamt Aileu, Gemeinde Aileu).

## Geographie und Einrichtungen
Das Dorf Aibitikeou liegt mit seinem Zentrum in der Aldeia Talifurleu auf einer Meereshöhe von 1110 m, entlang der Überlandstraße von Gleno nach Turiscai. Im Norden reicht Aibitikeou bis in die Aldeia Raicoalefa hinein. Vom Zentrum zweigt eine Straße nach Süden nach Seloi Malere ab. Sie führt nach der „Neuen Brücke“ (Ponte Foun) durch das Dorf Lidulalan. Westlich von Aibitikeou befindet sich das Dorf Colihoho, nordöstlich das Dorf Darhai. Südwestlich liegt der Lago Seloi (Seloi-See).
In Aibitikeou befindet sich die Zentrale Grundschule Seloi Craic (Escola Básica Central Seloi Craic).